# マヌエル・プラサ
マヌエル・プラサ・レイエス（Manuel Plaza Reyes、1900年3月17日 - 1969年2月9日）は、チリの陸上競技選手。1928年アムステルダムオリンピックのマラソンでチリのオリンピック選手として初めて母国に銀メダルをもたらした。タイムは2時間33分23秒であった。また彼は1924年に行われたパリオリンピックにも出場しており、その時は2時間52分54秒で6位だった。